# Robert Leffler
Robert Leffler (* 9. Januar 1866 in Aschersleben; † 15. März 1940 in Berlin) war ein deutscher Opernsänger (Bass), Schauspieler und Regisseur.

## Leben
Leffler wurde zum Sänger in Berlin ausgebildet. Er begann seine Karriere 1889 als Sänger und Schauspieler am Stadttheater von Basel, wo er bis 1891 blieb.
Leffler trat zunächst vor allem als Sänger in Bass-Stimmlage an verschiedenen Opernhäusern auf wie in Nürnberg, Meiningen, Lübeck, Riga, Moskau und Düsseldorf, wo er 17 Jahre lang Oberspielleiter und Operndirektor am Stadttheater war.
Er spielte von 1919 bis 1936 in 54 Filmen mit, darunter in der ersten Stummfilm-Verfilmung der Buddenbrooks oder gemeinsam an der Seite von Hans Albers in mehreren Stummfilmen. Weiterhin führte er in 15 Filmen selbst Regie.
Sein älterer Bruder Hermann (1864–1929) war ebenfalls Schauspieler. Die Frau seines Bruders, seine Schwägerin, war die Opernsängerin Martha Leffler-Burkhard (1865–1954).

## Filmografie
- 1916: Küsse, die töten (Regie)
- 1918: Der Taktstock Richard Wagners
- 1918: Der Mut zur Sünde (Regie)
- 1918: Der Mann im Monde (Regie)
- 1918: Leben um Leben (Regie)
- 1918: Fräulein Kadett (Regie)
- 1918: Die Beichte des Mönchs (Regie)
- 1919: Wenn das Leben ruft (Regie)
- 1919: Der Selbstmörder (Regie)
- 1919: Das Geheimnis der alten Truhe (Regie)
- 1919: Karlchen, das Dienstmädchen (Regie)
- 1919: Karlchen, der glückliche Erbe (Regie)
- 1919: Im Schatten des Glücks (Regie, Darsteller)
- 1920: Der Dämon von Kolno (Darsteller)
- 1920: Flitter-Dörtje (Regie)
- 1920: Kriminalpolizei, Abteilung Mord (Darsteller)
- 1920: Die Schreckensnacht auf Schloß Drachenegg (Regie)
- 1920: Der Todfeind (Darsteller)
- 1921: Die Asphaltrose (Darsteller)
- 1921: Die Furcht vor dem Weibe (Darsteller)
- 1921: Das Geheimnis der Santa Maria (Darsteller)
- 1921: Die Geschichte des grauen Hauses, 1. Teil: Der Mord aus verschmähter Liebe (Darsteller)
- 1921: Schloß Vogelöd (Darsteller)
- 1922: Der brennende Acker (Darsteller)
- 1922: Die Elixiere des Teufels (Darsteller)
- 1922: Der Mann aus Stahl (Darsteller)
- 1922: Sterbende Völker, 1. Teil: Heimat in Not (Darsteller)
- 1922: Sterbende Völker, 2. Teil: Brennendes Meer (Darsteller)
- 1922: Der Todesreigen (Darsteller)
- 1923: Friedrich Schiller (Darsteller)
- 1923: Die Austreibung (Darsteller)
- 1923: Buddenbrooks (Darsteller)
- 1923: Wilhelm Tell
- 1923: Das Geheimnis von Brinkenhof (Darsteller)
- 1923: Quarantäne (Darsteller)
- 1924: Auf Befehl der Pompadour (Darsteller)
- 1924: Horrido (Darsteller)
- 1924: Barfüßele (Darsteller)
- 1924: Komödianten (Darsteller)
- 1924: Komödie des Herzens (Darsteller)
- 1924/26: Der krasse Fuchs
- 1925: Götz von Berlichingen zubenannt mit der eisernen Hand (Darsteller)
- 1925: Die Prinzessin und der Geiger (Darsteller)
- 1925: Die Insel der Träume (Darsteller)
- 1925: Bismarck, 1. Teil (Darsteller)
- 1926: An der schönen blauen Donau (Darsteller)
- 1926: Bismarck 1862–1898 (Bismarck-Darsteller)
- 1926: Derby (Darsteller)
- 1926: In Treue stark (Darsteller)
- 1926: Der gute Ruf (Darsteller)
- 1926: Die Wiskottens (Darsteller)
- 1926: Nur eine Tänzerin (Darsteller)
- 1926: Faschingszauber (Darsteller)
- 1927: Ihr letztes Abenteuer (Darsteller)
- 1927: Die Hafenbraut (Darsteller)
- 1927: Der goldene Abgrund (Darsteller)
- 1927: Petronella (Darsteller)
- 1927: Die Welt ohne Waffen (Darsteller)
- 1929: Was eine Frau im Frühling träumt (Darsteller)
- 1929: Mutterliebe (Darsteller)
- 1929: Rosen blühen auf dem Heidegrab
- 1929: Mädchen am Kreuz (Darsteller)
- 1930: Das Hohelied der Kraft (Darsteller)
- 1931: Elisabeth von Österreich (Darsteller)